# 坦桑尼亚经济

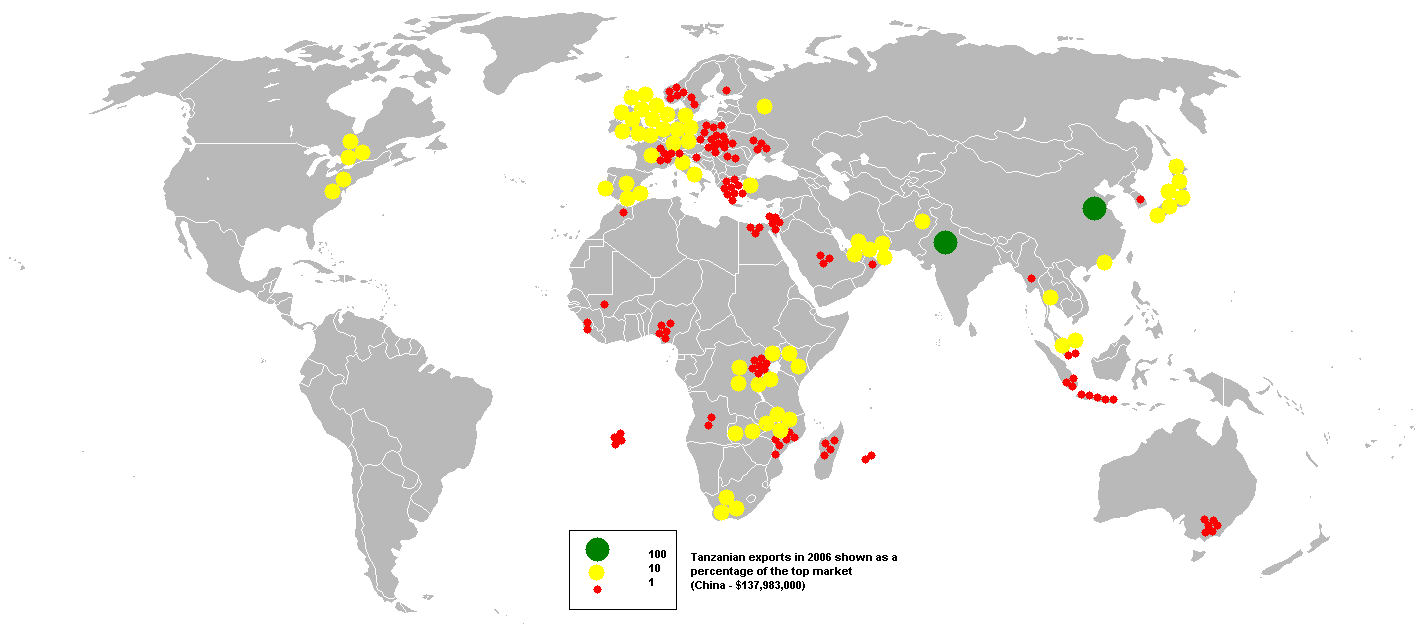
2006年坦桑尼亚出口情况

坦桑尼亚经济以农业为主，佔國內生產總值一半，佔出口贸易的85%。當地就業人口之中的90%都是從事農業工作，主要农作物有玉米、小麦、稻米、高粱、小米、木薯等，主要经济作物有咖啡、棉花、剑麻、腰果、丁香、茶叶、烟叶等。可是，受地形和氣候影響，該國的可耕地僅佔全部土地的4%。
工業僅限於輕工業消費品和輔助農業生產。矿产以金刚石为主。世界銀行和國際貨幣基金都曾給予資金恢復坦桑尼亞每況愈下的經濟情況。

## 自然资源
坦國擁有大量的天然資源，包括黃金，在圖拉瓦卡（Tulawaka）的金礦蘊藏量更超過500,000盎司。該國也有未經開發的國家公園。在1991至1999年，工業生產的復興和礦物（主要為黃金）出口的增加帶動該國經濟的增長。在2004年，商業的天然氣開發在魯菲吉河三角州附近的印度洋展開，開發出的天然氣會經管道輸往达累斯萨拉姆，大部分會被用作發電。

### 天然气

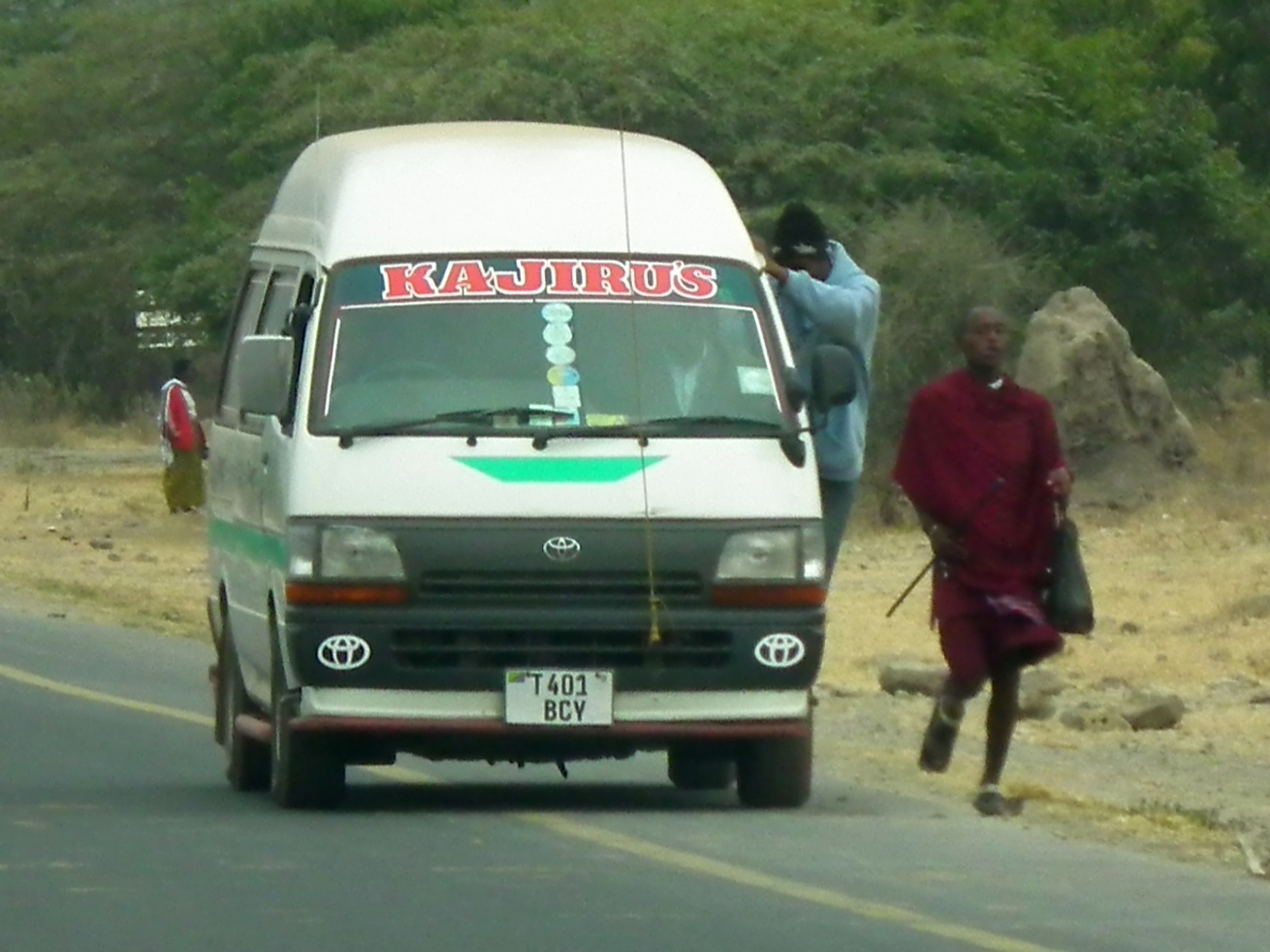
私人計程車的興起

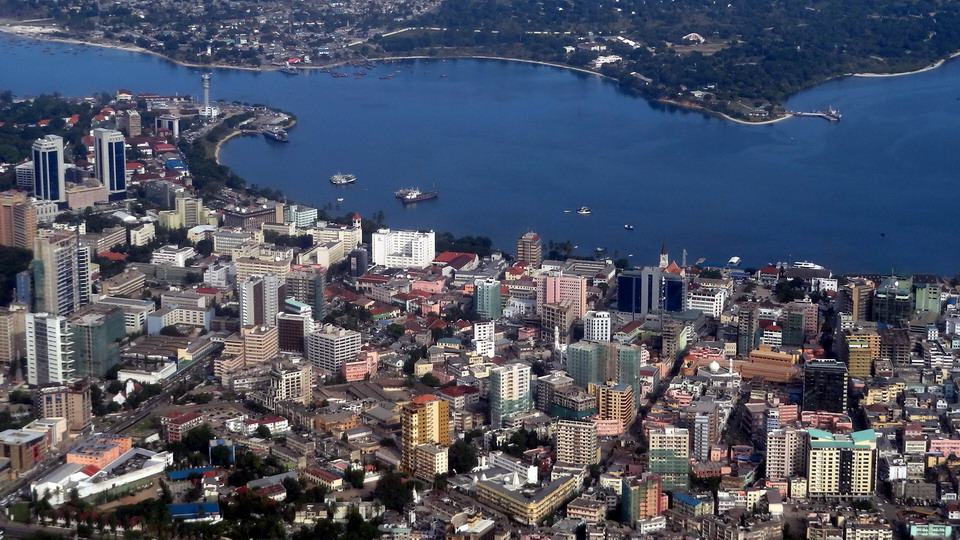
三蘭港港灣

坦桑尼亚还没有发现商业石油。目前正在开发松戈松戈（Songo Songo，储量达282.6亿立方米）和姆特瓦拉附近的姆纳西湾(Mnazi Bay，储量150亿立方米)两个海上气田的开发工程。包括单井集输、集气站、接收装置、脱水脱烃装置（含MEG再生）、丙烷制冷装置、凝析油稳定装置、凝析油罐区、产品气增压、火炬及放空系统、燃料气系统、空氮站、分析化验室、中控室、发电机及供电系统、取水、海水淡化、污水处理、消防系统、建筑结构、热工、营地等。由中国石油工程设计有限公司西南分公司承担设计。
1999年，世界银行、欧洲投资银行等无息贷款松戈气田的开发，由加拿大管道公司和奥塞洛特公司进行建设气田至达累斯萨拉姆的250km输气管道，同时还修建了一座天然气加工厂，以及一个装机容量为112兆瓦的发电厂，总投资约3.34亿美元。2004年投产。
2012年8月，中国与坦桑尼亚签定政府间贷款协议，中国石油管道局与中国石油技术开发公司（CPTDC）合作承建坦桑尼亚天然气管道项目。新建管道分两段建设，第一段从松戈松戈岛经25km海底管线到达海边城镇萨曼加（或称索曼嘎），再从萨曼加经227km陆上管线至达累斯萨拉姆，第一段全长252km。第二段从南部城市姆特瓦拉经290km陆上管线到萨曼加，与第一段管线相连接。总输送能力达80亿立方米/年，可满足达累斯萨拉姆的天然气需求，缓解坦桑尼亚的电力短缺问题。 配套建设两座天然气处理厂，设计年处理能力分别为20亿和15亿立方米天然气。总投资超过12亿美元，其中大部分由中国进出口银行为坦桑尼亚政府提供贷款，总工期为18个月。2012年11月8日项目开工。2013年9月6日，天然气管道打火开焊，标志着坦桑尼亚天然气处理厂及输送管线项目全面进入建设高潮。2014年10月5日全部竣工交付运营。

### 水力发电
21世紀早期長期的乾旱使坦國的水力發電潛力嚴重下降（兩個水力發電系統提供了該國大約60%的電力），在2006年，因為能源短缺（主要因為水力發電的短缺），該國實行了能量配給。坦國的能源問題估計會令當地2006年的國內生產總值下降4至5.9%。